# Erdal Poyrazoğlu
Erdal Poyrazoğlu (Ankara, 9 agosto 1940) è un ex cestista turco.

## Carriera
Con la Turchia ha disputato tre edizioni dei Campionati europei (1961, 1973, 1975).